# Prix de la jeunesse
Ne pas confondre avec le prix Jeunesse, prix de littérature pour la jeunesse décerné entre 1934 et 1972.
Le prix de la jeunesse est une récompense cinématographique remise lors du Festival de Cannes depuis 1982 dans le but de faire participer des jeunes au festival. Il n'est plus décerné depuis 2013.

## Historique
Le prix de la jeunesse a été créé par le ministère de la Jeunesse sur une idée de Frédéric Mitterrand.
Cinq jeunes âgés de dix-huit à vingt-cinq ans, sélectionnés par le biais d'un concours national organisé par les Centres régionaux d'information jeunesse, forment alors chaque année le "Jury-jeunes", appelé à voir et juger les premières et deuxièmes réalisations présentées dans les sections parallèles du Festival de Cannes et dans la section Un Certain Regard. 
En 1989, le nombre de membres du Jury-jeunes passe de cinq à sept, incluant un jeune de l'Union européenne. En 1993, le prix de la jeunesse est reconnu partenaire officiel du Festival de Cannes.
Depuis 2003, le prix de la Jeunesse est attribué à un seul film, choisi parmi les deux sélections officielles du Festival : la Compétition et Un Certain Regard. Cette même année a été créé le prix « Regards Jeunes », en relation avec chacune des deux sélections parallèles.
À partir de 2010, le prix de la Jeunesse est remis à un film de la Compétition. Quant au « prix Regard Jeune », il est remis à un film (première ou deuxième œuvre) de la sélection Un Certain Regard.
En 2013, le prix de la Jeunesse n'est pas reconduit par le ministère chargé de la Jeunesse. Aucune remise des prix n'a donc eu lieu cette année-là.

## Parrains et marraines
Depuis 1993, chacun des jurys-jeunes est parrainé par une personnalité du monde du cinéma :
- 1993 : Irène Jacob
- 1994 : Valeria Bruni-Tedeschi
- 1995 : Judith Godrèche
- 1996 : Virginie Ledoyen
- 1997 : Marin Karmitz
- 1998 : Catherine Jacob
- 1999 : Charles Berling
- 2000 : Emmanuelle Devos
- 2001 : Clotilde Courau
- 2002 : Emma de Caunes
- 2003 : Zabou Breitman
- 2004 : Cécile de France
- 2005 : Thierry Frémont
- 2006 : Marie Gillain
- 2007 : Sara Forestier
- 2008 : Luc Besson
- 2009 : Pascal Légitimus
- 2010 : Mathilda May
- 2011 : Zinedine Soualem
- 2012 : Thomas N'Gijol

## Palmarès
De 1982 à 2002, le prix de la jeunesse est attribué dans deux catégories : film français et film étranger, parmi les premiers et deuxièmes longs métrages des réalisateurs présentés dans les sections parallèles : Semaine internationale de la critique (SIC), Quinzaine des réalisateurs (QR) et Perspectives du Cinéma Français (PCF) (devenue Cinémas en France en 1992 puis intégrée en 1999 dans la Quinzaine des réalisateurs) et dans la section Un certain regard (UCR) de la Sélection officielle. En 2003 et 2004, le prix de la jeunesse est attribué à un seul film, français ou étranger, parmi les premiers, deuxièmes et troisièmes longs métrages présentés au sein de la Sélection officielle du Festival de Cannes.
À partir de 2005, le prix de la jeunesse est attribué à un seul film, français ou étranger, parmi les premiers et deuxièmes longs métrages présentés au sein de la Sélection officielle du Festival de Cannes.

### Années 1980
- 1982 :
  - SIC : Mourir à trente ans de Romain Goupil  France
  - QR : Le Temps suspendu (Megáll az idő) de Peter Gothar  Hongrie

- 1983 :
  - PCF : Harem d'Arthur Joffé  France
  - QR : Miss Lonely Hearts de Michael Dinner  États-Unis

- 1984 :
  - SIC : Boy Meets Girl de Léos Carax  France
  - QR : Epilogo de Gonzalo Suarez  Espagne

- 1985 :
  - UCR : Le Thé au harem d'Archimède de Mehdi Charef  France
  - QR : Dance with a Stranger de Mike Newell  Royaume-Uni

- 1986 :
  - PCF : High Speed de Monique Dartonne et Michel Kaptur  France
  - QR : Nola Darling n'en fait qu'à sa tête (She's Gotta Have It) de Spike Lee  États-Unis

- 1987 :
  - QR : Le Chant des sirènes de Patricia Rozema  Canada

- 1988 :
  - SIC : Mon cher sujet de Anne-Marie Miéville  France  Suisse
  - QR : Malgré tout d'Orhan Oguz  Turquie

- 1989 :
  - PCF : Erreur de jeunesse de Radovan Tadic  France
  - QR : Caracas de Michaël Schottenberg  Autriche

### Années 1990
- 1990 :
  - QR : Printemps perdu d'Alain Mazars  France
  - QR : Le Lac des cygnes - la zone de Youriï Illienko et Sergueï Paradjanov  Union soviétique

- 1991 :
  - PCF : Cheb de Rachid Bouchareb  France  Algérie
  - QR : Toto le héros de Jaco van Dormael  Belgique

- 1992 :
  - QR : Sans un cri de Jeanne Labrune  France
  - UCR : Ballroom Dancing (Strictly Ballroom) de Baz Luhrmann  Australie

- 1993 :
  - UCR : L'Odeur de la papaye verte de Trần Anh Hùng  France  Viêt Nam
  - QR (ex æquo) :
    - Moi Ivan, toi Abraham de Yolande Zauberman  France  Biélorussie
    - L'Écureuil rouge de Julio Medem  Espagne

- 1994 :
  - QR : Trop de bonheur de Cédric Kahn  France
  - SIC : Clerks : Les Employés modèles de Kevin Smith  États-Unis

- 1995 :
  - UCR : Bye-Bye de Karim Dridi  Suisse
  - QR : Manneken Pis de Frank Van Passel  Belgique

- 1996 :
  - SIC : Les Aveux de l'innocent de Jean-Pierre Améris  France
  - QR : White Night d'Arnon Zadok  Israël

- 1997 :
  - QR : J'ai horreur de l'amour de Laurence Ferreira-Barbosa  France
  - SIC : Bent de Sean Mathias  Royaume-Uni

- 1998 :
  - UCR : L'Arrière-pays de Jacques Nolot  France
  - QR : Last Night de Don McKellar  Canada

- 1999 :
  - UCR : Voyages d'Emmanuel Finkiel  France
  - QR : Le Projet Blair Witch (The Blair Witch Project) de Daniel Myrick et Eduardo Sanchez  États-Unis

### Années 2000
- 2000 :
  - UCR : Saint-Cyr Patricia Mazuy  France
  - QR : Girlfight de Karyn Kusama  États-Unis

- 2001 :
  - UCR : Clément d'Emmanuelle Bercot  France
  - QR : Slogans (Parrullat) de Gjergj Xhuvani  Albanie

- 2002 :
  - UCR : Carnages de Delphine Gleize  France
  - QR : Morvern Callar de Lynne Ramsay  Royaume-Uni

- 2003 : Mille mois de Faouzi Bensaïdi  Maroc (UCR)
- 2004 : Kontroll de Nimród Antal  Hongrie (UCR)
- 2005 : Cidade Baixa de Sergio Machado  Brésil (UCR)
- 2006 : Bled Number One de Raba Amaur-Zaïmeche  France  Algérie (UCR)
- 2007 : La Visite de la fanfare (ביקור התזמורת, Bikur Ha-Tizmoret) d'Eran Kolirin  Israël (UCR)
- 2008 : Tulpan de Sergueï Dvortsevoy  Allemagne (UCR)
- 2009 : Canine (Κυνόδοντας) de Yorgos Lanthimos  Grèce (UCR)

### Années 2010
- 2010 : Copie conforme d'Abbas Kiarostami  France  Belgique  Italie (Compétition)
- 2011 : La piel que habito de Pedro Almodóvar  Espagne (Compétition)
- 2012 : Holy Motors de Léos Carax  France (Compétition)